# Michelle Kroppen
Michelle Kroppen (* 19. April 1996 in Kevelaer) ist eine deutsche Bogenschützin.

## Berufsweg
Seit September 2016 befindet sie sich in der Ausbildung zur Polizeivollzugsbeamtin bei der Bundespolizei. Die Polizeimeisteranwärterin ist Angehörige der Bundespolizeisportschule Kienbaum, der Spitzensportfördereinrichtung der Bundespolizei für Sommer- und Ganzjahressportarten.

## Sportliche Laufbahn
Kroppen begann bereits 2004 mit dem Bogenschießen zunächst beim BSV Kevelaer und SBC Walbeck, wechselte dann im Alter von 16 Jahren auf ein Sportinternat in Jena und nahm 2013 erstmals an internationalen Wettkämpfen teil.
Der internationale Durchbruch gelang ihr 2018, als sie zunächst im Februar im Team mit Elena Richter und Lisa Unruh in Yankton Hallenweltmeisterin wurde, im Juni beim Einzel-Weltcup in Salt Lake City Zweite wurde und schließlich im September wiederum mit Elena Richter und Lisa Unruh im Team die Bronzemedaille bei den Europameisterschaften in Legnica gewann. Infolgedessen erreichte Kroppen im September 2018 auch erstmals eine Platzierung in den Top 10 der Weltrangliste.
Bei den Weltmeisterschaften im Juni 2019 in Herzogenbusch erreichte Kroppen einen vierten Platz und daraufhin ihre bislang beste Positionierung auf der fünften Position der Weltrangliste. Außerdem gewann sie bei den Europaspielen in Minsk eine Bronzemedaille im Mixed mit Cedric Rieger.
Als Siegerin im Stechen gegen Aida Roman und Elena Richter feierte Kroppen 2020 in Las Vegas mit dem Vegas Shoot ihren ersten großen internationalen Einzelsieg.
2021 gewann Kroppen zunächst mit Lisa Unruh und Charline Schwarz im Mannschaftswettbewerb der Frauen bei den Europameisterschaften in Antalya die Silbermedaille und in derselben Besetzung im Juli bei den Olympischen Sommerspielen 2020 in Tokio  dann die Bronzemedaille mit einem 5:1 gegen die Mannschaft aus Weißrussland.
Bei den Europameisterschaften 2022 in München gewann Kroppen drei Medaillen: Silber im Einzel, Gold in der Mannschaft mit Katharina Bauer und Charline Schwarz, Silber im Mixed mit Florian Unruh. 2023 folgte bei den Weltmeisterschaften in Berlin die Goldmedaille in der Mannschaft mit Katharina Bauer und Charline Schwarz sowie die Silbermedaille im Mixed mit Florian Unruh.
Auch bei den Olympischen Sommerspielen 2024 in Paris gewann sie mit Unruh Silber im Mixed. Im Finale unterlagen sie den Südkoreanern Kim Woo-jin und Lim Si-hyeon. Im Einzel schied Kroppen im Achtelfinale gegen die Inderin Deepika Kumari mit 4:6. In der Mannschaftskonkurrenz scheiterte sie zusammen mit Katharina Bauer und Charline Schwarz im Viertelfinale an Mexiko.